# Bathyraja multispinis
Bathyraja multispinis es una especie de pez de la familia de los Rajidae en el orden de los Rajiformes.

## Reproducción
Es ovíparo y las hembras ponen huevos envueltos en una cápsula córnea.

## Depredadores
En las Islas Malvinas es depredado por Bathyraja griseocauda.

## Hábitat
Es un pez de mar y de Clima templado y demersal.

## Distribución geográfica
Se encuentra en Chile

## Observaciones
Es inofensivo para los humanos. 